# Beni Yenni
Beni Yenni (en kabyle : At Yenni, localement : At Yanni ; en tifinagh : ⴰⵜ ⵢⴻⵏⵏⵉ ; en arabe : بني يني) est une commune de la wilaya de Tizi Ouzou, région de Kabylie en Algérie. Elle est située à environ 35 km au sud-est de Tizi Ouzou.

## Géographie

### Situation
La commune de Beni Yenni est située à 35 km au sud-est de la wilaya de Tizi Ouzou.
| Aït Mahmoud | Larbaâ Nath Irathen | Aït Aouggacha |
| Ouadhia     | Beni Yenni          | Aïn El Hammam |
| Aït Toudert | Ouacif              | Iboudraren    |

### Relief

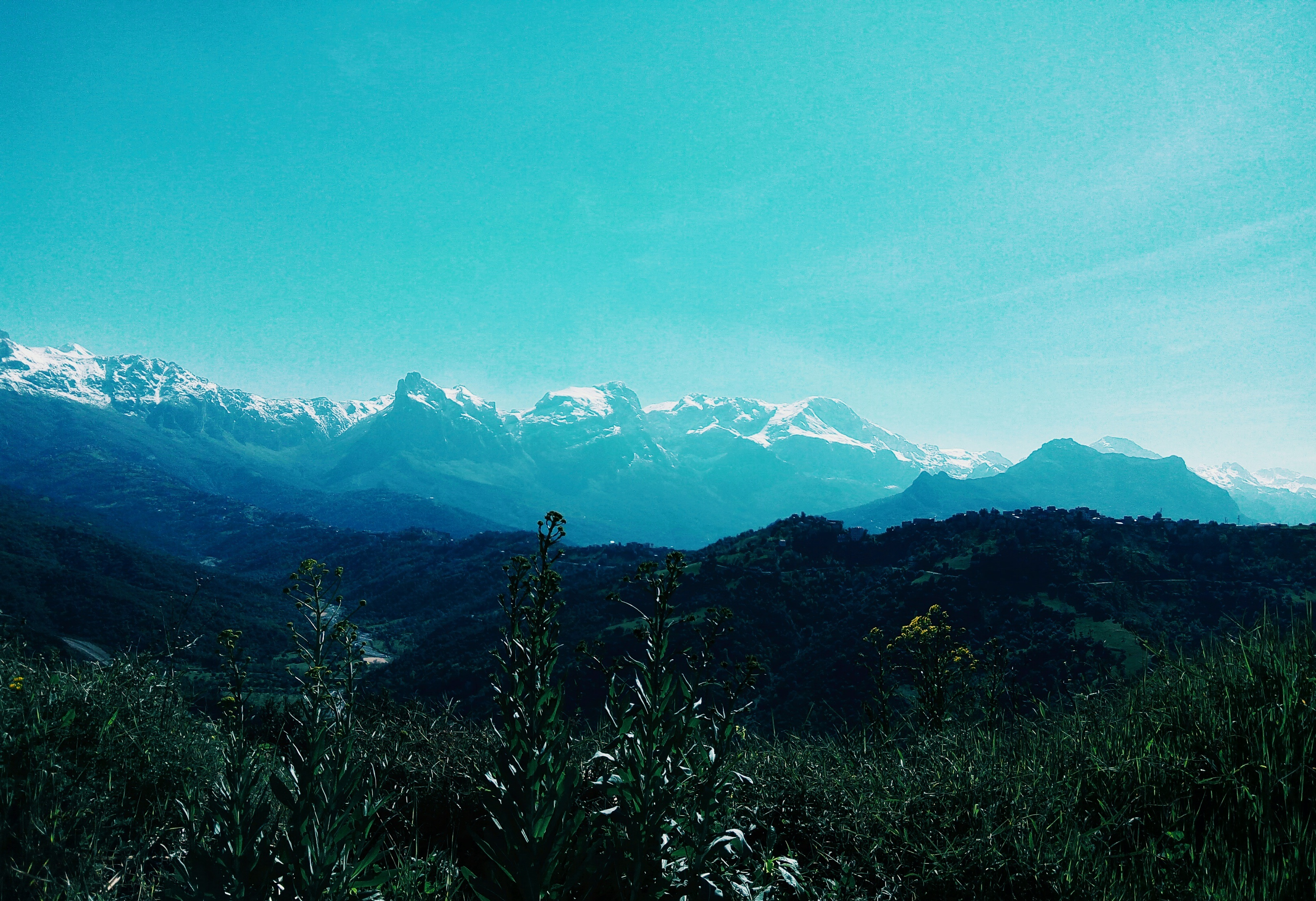
Le massif du Djurdjura vue d'Ath Yenni.

Ath Yenni est une commune rurale située dans le massif de Kabylie dont le relief est constitué d'une succession de collines au piémont du massif du Djurdjura qui en constitue la limite septentrionale.
Les villages sont bâtis au sommet des crêtes de montagne à une altitude de 800 à 900 mètres .
Le Djurdjura est visible depuis plusieurs villages, ainsi que de l'ancienne station de ski de Tikjda ou du sommet du Thaletat.

### Localités de la commune
La commune d'Ath Yenni est composée, lors de sa création en 1984 dans ses limites actuelles, de onze localités : Taourirt Mimoun (chef-lieu de la commune), Ath Lahcène, Ath Larbaâ, Taourirt L'Hadjadj (Takhabit, ancien nom), Tigzirt, Agouni Ahmed, Tansaout, Agouni, Taourirt Khelf, Taourirt Issoulass, M'Draa.

### Transports et voies de communication
Les villages de la commune d'Ath Yenni sont bâtis le long de la route CV n°06 qui est la voie de communication entre tous les villages.
La commune d'Ath Yenni est reliée au réseau routier national algérien par les routes nationales suivantes : 
- RN30 vers Draâ El Mizan à l'ouest, et la wilaya de Bouira à l'est ;
- RN30A vers Tizi Ouzou et le barrage de Taksebt au nord, et la RN12 qui mène vers Alger à l'ouest et Béjaïa à l'est ;
- RN71 vers Azazga et Aïn El Hammam au nord-est puis Dellys et la  mer Méditerranée au Nord.

Ainsi que par les chemins wilayaux suivants :
- CW1 vers Larbaâ Nath Irathen et la RN12.

## Toponymie
Le nom de la commune provient du nom de la tribu de Kabylie Ath Yenni . Dans sa version arabisée, la particule change et devient Beni Yenni. À travers l'histoire et en particulier à l'époque coloniale, on trouve également les orthographes Beni Ienni, Beni Ianni, Beni Yanni ou Benni Yenni, Aït Yanni, Aït Yenni, etc.
La prononciation dans le parler est : At Yanni.

## Histoire

### Antiquité
Plusieurs légendes entourent l'origine réelle des Ath-Yenni qui font partie des tribus de Kabylie. Elles s'accordent toutefois sur le fait que la tribu est issue d'un ancêtre commun nommé Yenni, fils de Aïssam qui eut deux fils, dont son frère Ouacif, lui-même ancêtre des Aït-Ouacif
La région est habitée depuis au moins le IIIe siècle, soit lors de la présence romaine en Numidie occidentale. Une présence romaine dans la région était encore visible à la fin du XIXe siècle dans le village de Taourirt El Hedjadj
La plus ancienne référence écrite au sujet des Ath-Yenni date de 1379], elle est signée par Ibn Khaldoun, lequel les classe parmi les principales tribus Zouaoua aux côtés des Aït Idjer, At Menguellat, Aït Betroun, Aït Bougherdane, At Yetouregh, Aït Bou Youcef, Aït Bou Chaïb, Aït Aïssi, At Sedka, Ait Ghobri, Aït Haddad, Aït Guechtoula, Aït Iraten, Aït Fraoussen, Aït Khellili ainsi que les Aït Yahia .

### À l'époque du royaume de Koukou et de la régence d'Alger
Au XVIe siècle, les Ath Yenni font partie du royaume de Koukou unifié par Sidi Ahmed ou el Kadhi. Ils participent à plusieurs batailles menées par le royaume lors de la lutte contre les Espagnols, puis à la prise d'Alger aux Turcs en 1520.
Au milieu du XVIe siècle, probablement en 1559, une guerre éclate entre le royaume de Koukou et le royaume des Beni Abbès. Allié aux Turcs de la régence d'Alger, les sujets du sultan de Koukou finissent par vaincre les troupes d'Ath Abbès dirigées par Abd-Al-Aziz et alliées aux Espagnols. En guise de butin de guerre, le sultan de Koukou prend plusieurs artisans de Béjaïa qu'il répartit dans son royaume afin d'y développer de nouveaux métiers. C'est ainsi que des bijoutiers s'installent chez les Ath Yenni probablement à Ath Larbaa et y développent une industrie du bijou en formant les habitants de la région à cet art.
Par la suite, les Ath Yenni développent également les arts de la forge, de l'armurerie, de l'orfèvrerie, formant ainsi un important centre artisanal qui fabrique des bijoux, des fusils (moukahla), des sabres (Flissa), des fourreaux en bois sculpté, des rasoirs en acier, des cadres et pupitres ornés. Souvent ces objets étaient estampillés de la  mention en arabe « Fait chez les Beni Yenni » et exportés vers les marchés d'Alger, Constantine ou Tunis. La richesse de son industrie permet aux habitants de vivre dans une certaine aisance à l'époque et certains d'entre eux s'installent à Alger au fil des siècles pour y faire du commerce. Plus tard, ils développent une activité importante de fabrication de fausse-monnaie imitant les pièces de monnaie de la régence d'Alger, mais également du Maroc, de Tunisie, de Tripoli.

#### Consolidation du territoire des Ath Yenni
Entre 1612 et 1616, alors que le pouvoir du royaume de Koukou s'estompe, des luttes intestines secouent la région et provoquent des guerres entre tribus. Les Ottomans de la régence d'Alger s'appuient sur les marabouts afin de faciliter l'administration de la Kabylie. Peu avant 1616, un marabout du nom de Sidi Ali Ou Yahia, fils de Sidi Ali Ben Machich, originaire de Meknès et venant de Seguia el-Hamra, s'installe à Taourirt Mimoun, y devint un important chef militaire et donnera naissance à tous les marabouts de la région. En unifiant les troupes, il mène plusieurs batailles contre les autres tribus de la région dont les Aït-Ouacif.
À son arrivée, Ath-Yenni ne comptait que les villages d'Ath Lahcene, Ath Larbaa et Taourirt Mimoun, mais ses victoires ont permis d'étendre le territoire en prenant les villages de Takhabit (aujourd'hui devenu une partie Taourirt el Hedjadj), Taourirt el Hadjadj, et Tigzirt à une tribu désormais disparue, celle des Ath Belkacem. Le village de Tigzirt sera repeuplé par la suite par des réfugiés des Aït Ouacif. Le village de Tansaout sera fondé par un marabout des Aït Ouacif nommé Sidi Ahmed Ou Zegane. Enfin, le village d'Agouni Ahmed sera construit par Ahmed Ou Hamza et sera habité par des habitants de Taourirt Mimoune et de Tassaft Ouguemoune.
En agrandissant leur territoire, et grâce à leur maîtrise des métiers de l'armurerie, les Ath Yenni devinrent d'importants guerriers, ils menèrent et gagnèrent d'autres guerres notamment contre les Aït Sedka et les Aït Saada. Ils aidèrent également un chef des Ouadhias à rétablir la paix dans sa région.
Durant le XVIIe siècle, Sidi Lmouhoub, ou Ali fils de Sidi Ali Ou Yahia, qui faisait commerce de la poudre et de balles dans les marchés de la régence d'Alger, se fit arrêter par les janissaires ottomans et fut emprisonné par le bey d'Alger. Plusieurs légendes orales parlent de cet événement et divergent sur le déroulement des événements, elles se rejoignent toutes dans le fait que Sidi el Mouhoub fut libéré, et le bey d'Alger fit construire à ses frais une mosquée ottomane dans le village de Taourirt Mimoune à l'endroit voulu par Sidi el Mouhoub.
Entre 1818 et 1824, une guerre éclata avec les Aït Aïssi, dont les Aït Yenni sortirent vainqueurs.

#### Fabrication de la fausse monnaie, en conflit ouvert avec la Régence d'Alger
Face aux importantes taxes imposées par la Régence d'Alger, les habitants d'Aït Yenni réputés pour leur maîtrise de l’orfèvrerie et de l'artisanat, développent une importante activité de fabrication de fausse monnaie imitant les pièces de monnaie de la régence d'Alger, mais également du Maroc, de Tunisie, de Tripoli. D'abord utilisées pour payer les taxes, elle finiront par s'écouler partout dans le Maghreb.
En 1827, alors que la fausse monnaie produite par les Aït Yenni inonde les marchés de la régence d'Alger y provoquant une crise économique, le dey d'Alger ordonne à l'Agha Yahia de procéder à l'arrestation de tous les faux-monnayeurs sur les marchés d'Alger, de Constantine, de Sétif et d'Annaba. Il les menace de mort si on ne lui remet pas les moules et matrices qui servent à la fabrication de fausse monnaie. Pour sauver leurs frères, les habitants d'Aït Larbaa finissent par remettre leurs instruments et payer une forte amende.
Une fois libérés, ils reprennent aussitôt l'activité en augmentant la production, ce qui contraint le Dey à tenter de négocier avec eux en leur proposant des terres dans la plaine de la Mitidja à condition qu'ils abandonnent leur activité. L'offre est refusée avec à la clé une réponse bien sarcastique : « Nous sommes les fils du Djurdjura et sommes habitués à le saluer chaque matin. Que le dey lui dise de nous suivre dans la plaine » . Le conflit se termine par un accord de paix entre les deux parties, et le Dey fait construire à Aït Larbaa, une mosquée de style ottoman qui fut détruite lors de l'arrivée de l'armée au début de la colonisation en 1857 et dont il ne subsiste que la porte d'entrée.

### Colonisation française

#### Résistance à la colonisation

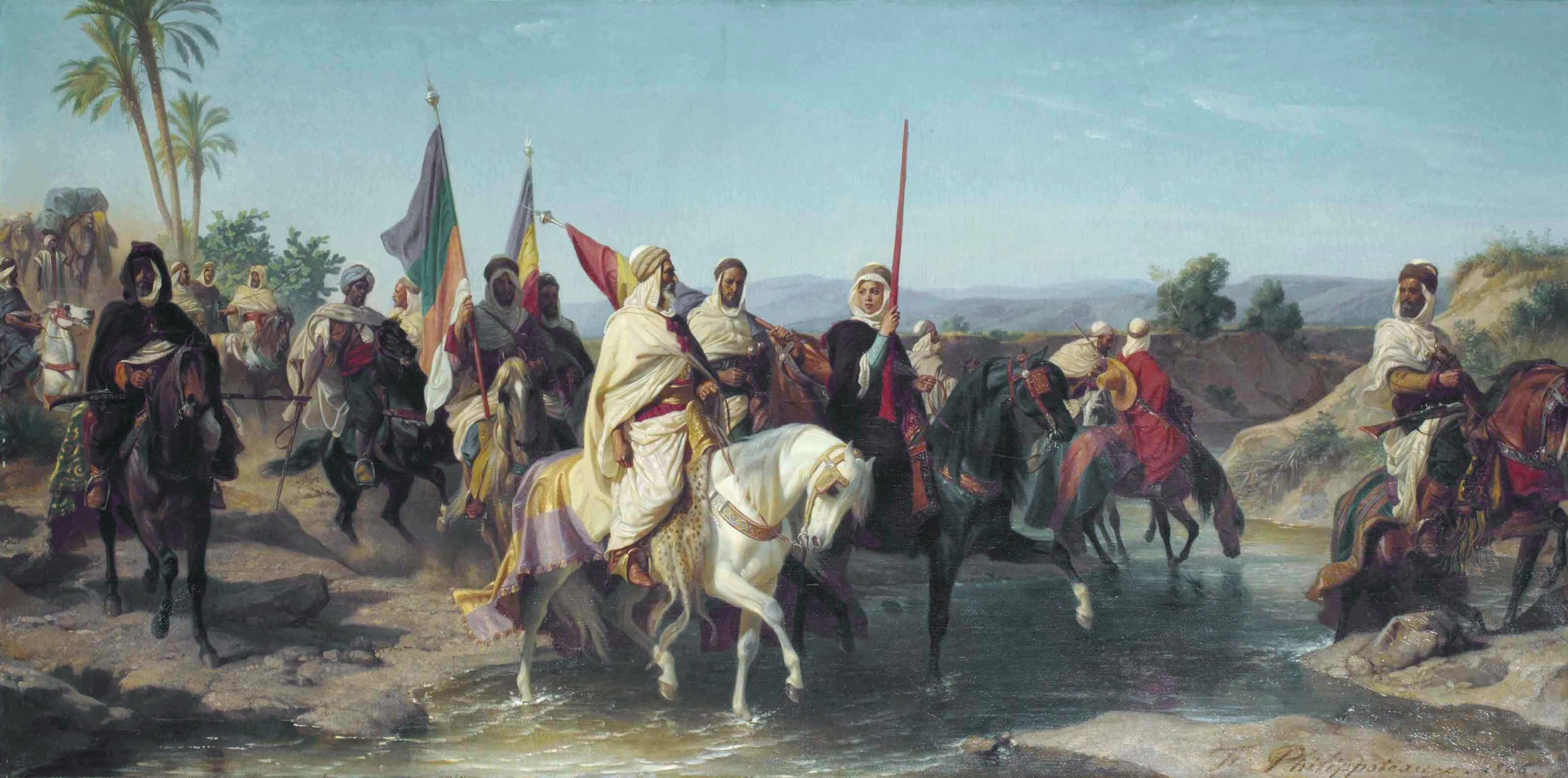
Cherif Boubaghla et Lalla Fatma N'Soumer (Henri Félix Emmanuel Philippoteaux, 1866)

Même si la colonisation de l'Algérie a débuté en 1830, les Ath Yenni ainsi que la plupart des tribus voisines resteront insoumises à la France jusqu'en 1857. La capacité des Ath Yenni à fournir la région en armes et matériel de guerre en fera un bastion protégé et impénétrable, et a permis aux multiples actes de résistance de perdurer dans le temps, notamment celle menée par Cherif Boubaghla, qui séjournera chez les Ath Yenni en 1854.
En 1857, la population est Ath Yenni, est constituée d'environ 10 000 habitants ce qui fait d'elle l'une des plus peuplées de la région. Le village d'Ath Lahcene qui compte entre 4 000 habitants et 6 000 habitants est surnommé la "ville" grâce au nombre important de ses habitations, et est considérée comme la capitale industrielle de la Kabylie grâce à ses armuriers-orfèvres, capable de mobiliser 500 fusils en temps de guerre. Le deuxième village le plus peuplé est Taourirt Mimoune avec 2.000 à 3 000 habitants. Alors que le village d'At Larbaa produisait dans ses forges de la fausse monnaie française, et la vendait au taux de 80 Francs les 1.000 Francs.
En avril 1857, le maréchal Randon sur ordre de l'empereur Napoléon III lance une campagne militaire afin de soumettre les Tribus de la Kabylie, en mobilisant 35.000 militaires et officiers du génie militaire repartis en trois divisions dirigées par des généraux français : les divisions Mac-Mahon, Renault et Jusuf ainsi qu'un corps d'observation. Il s'agit à l'époque de la plus grande armée mobilisée en Afrique par la France.
Alors que la division Mac Mahon mène la bataille d'Icheriden, les divisions Renault et Jusuf seront chargées en date du 24 juin d'attaquer les Ath Yenni depuis les deux flancs de leur région avec un total de 15.000 militaires français soit plus que la population totale des Ath Yenni à l'époque, et équipés de batteries d'artillerie. Alors que la plupart des hommes de la tribu sont mobilisés dans la bataille d'Icheriden, d'âpres combats seront menés par la population restante notamment les femmes d'Ath Lahcene , qui ne résistera pas longtemps face au nombre important de militaires français épaulés par des régiments de zouaves. Ils s'enfuirent vers les montagnes, abandonnant leurs maisons livrées à un incendie provoqué par l'Armée française, tout en prenant soin d'emporter leurs bijoux et trésors ancestraux. Les villages sont livrés au pillage et aux razzias.

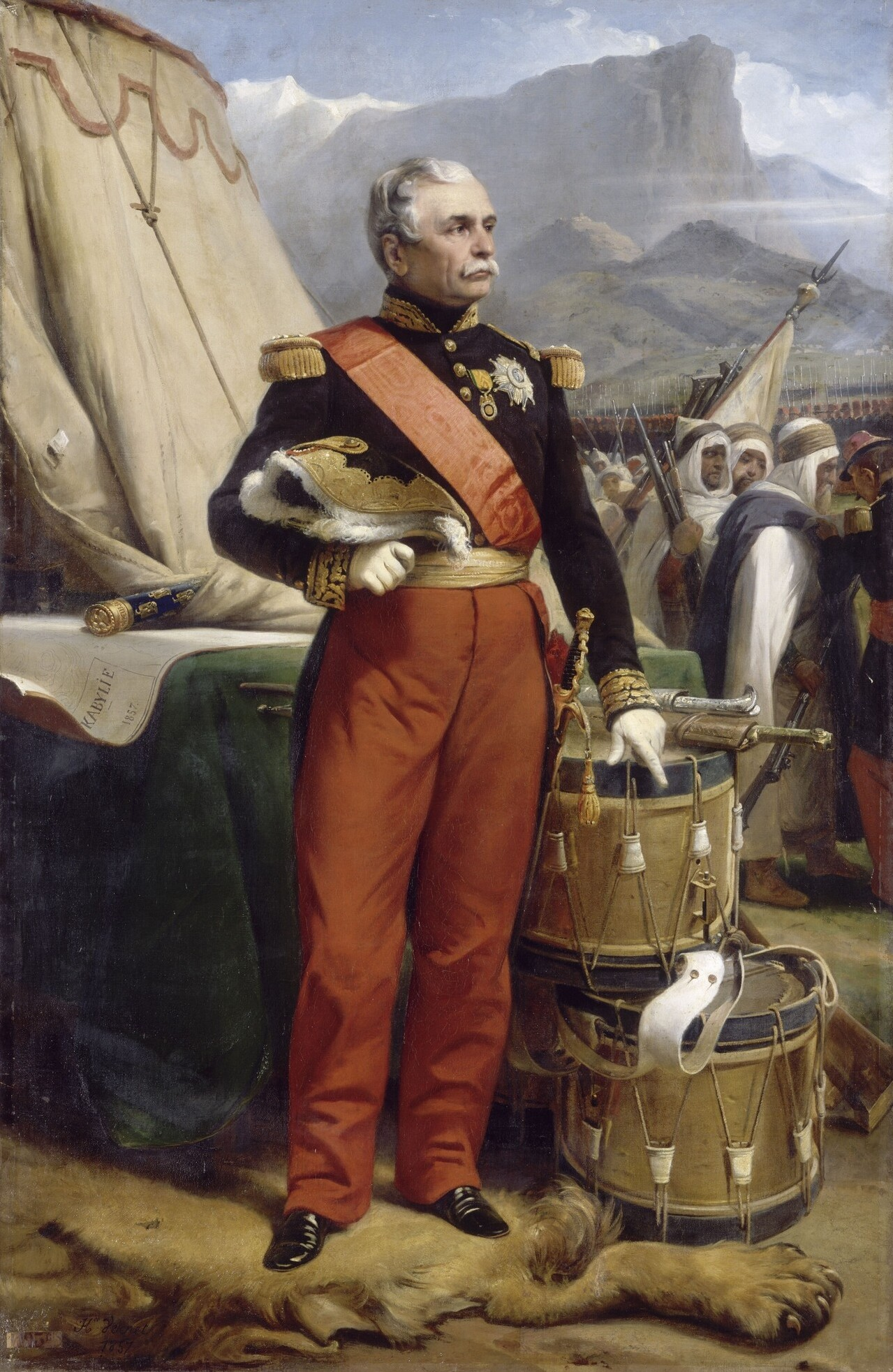
Le général Randon, vainqueur de la résistance kabyle en 1857

Le 25 juin 1857 les villages d'Ath Lahcene, Ath Larbaa et Taourirt Mimoune tombent aux mains de l'Armée française simultanément à la bataille d'Icheriden où des milliers d'hommes sont tués. Le maréchal Randon installe sa tente à At Lahcene, après avoir brûlé les trois villages dont la mosquée ottomane d'At Larbaa .
Le 26 juin, les guerriers d'Ath Yenni (de retour de la bataille d'Icheriden) se regroupent à Taourirt el Hadjadj afin d'y organiser une contre-offensive. Ils sont bombardés par l'artillerie française le lendemain puis poursuivis par les militaires. Battu, le village de Taourirt el Hadjadj est également incendié, et afin de soumettre définitivement les Ath Yenni, le maréchal Randon donne l'ordre pour que les terres agricoles soient bouleversées, les moissons détruites et les arbres fruitiers coupés.
Ceci est un extrait du livre Récits de Kabylie, la conquête de 1857 d'Émile Carrey, membre du corps militaire français en 1857 : 
« Le triomphe sanglant d'Icheriden et la persistance de ses défenseurs à protéger les chemins directs du Djurdjura contre la division Mac-Mahon, ont contribué également des Beni-Yenni. Justement effrayés de la défaite commune de la veille, réduits à leurs propres forces, peut-être même à leur seule réserve de combattants, les Yenni ont été dans l'impossibilité d'organiser leur défense. Les deux divisions n'ont eu à combattre que des postes isolés d'ennemis, découragés d'avance, sans cohésion et sans commandements. Le succès de cette journée, moins meurtrier et plus complet que celui d'Icheriden, est important par ses résultats matériels non moins que par son effet moral. La tribu des Yenni est vaincue. Sa soumission et celle de toutes les tribus dont le territoire et les intérêts sont liés au siens, ne sont plus désormais qu'une question de patience et d'occupation armée...
Comme effet moral, la défaite des Yenni est destinée à retentir dans toute l'Algérie... La double défaite d'Icheriden et des Yenni est la grande défaite de la Kabylie. »
En effet, le calme étant revenu à partir du 28 juin, les Aït Yenni se rendront définitivement le 1er juillet 1857. Le maréchal Randon négociera les redditions des Aït Boudrar, Aït Ouacif et autres tribus avoisinantes depuis son camp chez les Ath Yenni où il restera jusqu'au 5 juillet. Ensuite, L'Armée française ne rencontrera de résistance majeure que chez les Illilten où s'est regroupée Lalla Fatma N'Soumer et son armée, qu'ils capturent le 11 juillet. La campagne de Kabylie se terminera le 14 juillet 1857.
À la suite de cette bataille, l'administration française rattache les Ath Yenni au cercle militaire de Fort Napoléon construit durant l'année 1857 et les placera d'abord sous le régime militaire, sous tutelle du bachaghalik du Djurdjura confié à Si el Djoudi, ancien khalifa en Kabylie de l'émir Abdelkader.
En 1864, les Aït Yenni ne comptent plus que 2 378 habitants, ce qui dénote de la forte baisse de sa population après la lutte féroce de 1857.
« Les guerres avec la France ont dû nécessairement apporter un obstacle à la multiplication de la race humaine, par les vides qu'elles ont fait, par la destruction des ressources locales, par les entraves qu'elles ont apporté au commerce extérieur, etc.. La population de la tribu des Yenni paraît avoir baissé depuis les dernièrs événements, nous sommes étonnés de la voir figurer dans la statistique officielle que pour le chiffre de 2.378 habitants et le plus grand de ces centres d'habitation, Aït Lahcene que pour 689 habitants. En somme, la population a décidément depuis quelque temps subi une baisse appréciable. »
En 1871, les Aït Yenni participent à la révolte de Mokrani, notamment lors du siège du Fort Napoléon du mois d'avril au mois de juin 1871 sous le commandement de Mohamed Ouramdhane Aït Nabet du village d'Aït Larbaa. Vaincus le 18 juin 1871, plusieurs familles se verront spoliées de leurs biens et leurs terres pour leur participation à l'insurrection, et les Aït Yenni perdent une grande partie de leur population à la suite des représailles de l'Armée française.

#### Politique d'assimilation française
À la suite de la révolte de Mokrani, le régime colonialiste français s'engage dans une forte répression et une politique d'assimilation notamment contre les Aït Yenni afin de se prémunir contre de futures attaques, avec au menu des ouvertures d'écoles, changements de patronymes, et parfois tentatives d'évangélisation.
À partir de 1873, les Aït Yenni sont rattachés à la commune mixte de Fort-National qui passe donc du régime militaire au régime civil.
En 1874, une délégation de l'administration française accompagnée de Jésuites se présente chez les chefs de la tribu Aït Yenni pour leur proposer l'ouverture d'une école congréganiste pour y éduquer leurs enfants. Après de longues discussions, les chefs de tribu sont en désaccord mais acceptent à condition qu'ils apprennent à leurs enfants la langue kabyle, et qu'ils ne cherchent pas à changer leur croyance islamique. L'école, construite à Aït Larbaa, fut achevée et ouverte en 1876. Plus tard en 1880, elle fut reprise par les Pères blancs du cardinal Lavigerie et renommée École Saint-Louis des Pères blancs d'Aït Larbaa.
« Paradoxalement en apparence, mais en fait suivant une stratégie mûrement réfléchie, les administrateurs coloniaux avaient, en fait, installé les premières écoles dans des douars et villages qu'ils savaient avoir été, durant la guerre de conquête, les ennemis les plus acharnés de leur armée. »
En 1879, les Aït Yenni comptent une population de 3 996 habitants, répartis comme suit : 1 286 habitants à Aït Lahcène , 770 à Taourirt Mimoun  , 696 habitants à Aït-Larbaa , 552 habitants à Tigzirt  , 348 habitants à Taourirt el Hadjadj  et 316 habitants à Agouni Ahmed . Cela témoigne de l'envergure du génocide commis par le colonialisme français, la population étant réduite pratiquement de ses deux tiers depuis 1856.
En 1883, une nouvelle école est fondée à Taourirt Mimoune par le gouvernement français et dirigée par M. Verdy. Elle venait en opposition à l'école des Pères blancs d'Aït Larbaa, soupçonnée par les habitants de faire de l'évangélisation auprès de leurs enfants. Cette école, qui comptait 150 élèves en 1887 contre 26 seulement à l'école des Pères blancs, permit de délivrer plusieurs certificats d'études aux jeunes de la région, dont un certain nombre poursuivirent leurs études dès 1885 à l'École normale d'Alger avec pour objectif de devenir instituteur, le premier poste d'emploi ouvert par l'administration française aux Algériens. Ces fonctionnaires de l'éducation iront répandre le savoir dans plusieurs contrées d'Algérie mais également au Maroc.

« Voici deux écoles primaires d'instruction publique, l'une privée d'obédience religieuse, l'autre étatique d'obédience laïque, dans une même région, pour un même but à atteindre : cacher aux petits Kabyles les atrocités de la conquête du pays et pourquoi pas leur faire aimer la France, leur "mère-patrie" comme on la qualifiait alors... Certains des élèves des Beni-Yenni devenus adultes et ayant profité de leur scolarité voulurent suivre la voie de leur maîtres français. Ils enseignèrent à leur tour la langue qu'ils avaient apprise. l'État français soucieux de la répandre dans le pays conquis forma ces nouveaux dispensateurs du savoir et les rémunéra. Il ne comprit que plus tard que ses nouveaux fonctionnaires, tout en véhiculant sa langue dans beaucoup de régions du pays, formaient des hommes qui allaient le combattre avec sa propre langue. »

— Boussad Ibazizene, Le pays de mes ancêtres, 2016.
En 1887, le territoire des Aït Yenni compte 5 535 habitants dont dix Européens et occupe une superficie de 2 500 hectares répartis en cinq principaux villages : Aït Lahcene, Ait Larbaa, Taourirt Mimoune, Taourirt el Hadjadj et Tigzirt. Ces derniers comptent 903 maisonnettes en pierre avec des tuiles et 473 habitations en terre, mais également 13 moulins à farine, 19 moulins à huile et un four à chaux. Les terres comptaient 32 000 oliviers, 42 000 figuiers ainsi qu'une importante végétation consistant en orangers, noyers, chênes-lièges, arbousiers, jujubiers et frênes.
En 1889, les bijoux des Aït Yenni sont exposés lors de l'Exposition universelle de Paris. Ils seront récompensés par une mention honorable par la section orfèvrerie de ladite exposition.
En 1891, l'administration française entame la recomposition de l'état civil des Aït Yenni par l'intermédiaire du bureau arabe de la région. Une équipe d'ethnologues français, d'interprètes algériens et de militaires français se présentent chez Aït Maamar, le caïd des Aït-Yenni, afin d'entamer la procédure de changement des noms de famille des habitants en prenant de soin de supprimer le préfixe « Aït ». Sont donc abandonnés les patronymes ancestraux comme Aït Mimoune, Aït Bessa, Aït Betti, Aït Abdelkader, Aït Mouhoub, Aït Nabet et autres encore au profit de nouveaux noms concoctés par cette équipe. On commence à Taourirt Mimoun, où tous les noms assignés commencent par les lettres A, B et C comme pour Abbad, Abib, Amalou, Amhis, Beddak,Bouchek, Belhaouas, Bouhadef, Boughareb, Bouras,Belhamri, Cerbah, Chafi, Chami. Une exception est faite pour le caïd, qui garde son nom de souche en ôtant le préfixe « aït » et passe de Aït Maamar à Mammeri. Ensuite, ils enchaînent leur travail à Aït Lahcene, où les noms débutent par C-D-F-G-H-I-K comme pour Chettir, Chermak, Cheriet, Delmi, Degheb, Djender, Djennane, Fékir, Fennek, Gamar, Ghanes, Ghebbi, Ghezli, Graïne, Halouane, Hamel, Hamdi, Hamiche, Hafis, Hendel, Herbane, Issas, Izri, Kebbous, Kerkouche, Ketem, Khalef, puis dans les villages de Tigzit et Tansaout, où les noms commencent par K et L comme pour Koummad, Koucem, Labraoui, Ladrem, Ladjadj, Leffad, Loucif. Ensuite, c'est le tour d'Agouni Ahmed, où les noms commencent par M comme pour Masdoua, Meddane, Mellak, Metari, Metref, Moali. Plus tard, ils continuent leur travail à Aït Larbaa avec les lettres N-O-R-S comme pour Nab, Nabti, Nadji, Nazef, Nedir, Nouar, Ogal, Omani, Ouggad, Ousmer, Radji, Reddad, Redjah, Remas, Sadeg, Saou, Sayad, Sefrani, Senhadj, Sekat . Enfin, le travail se termine à (Takhavit Taourirt el Hadjadj avec les lettres S-T-Y-Z comme pour- Toudjine,Tlili,Touag,Smadhi, Soumeur, Tadjer, Taguine, Tahi, Toum, Yaguer, Zenine, Zafour.
Si la politique française d'assimilation fut forte auprès des Aït Yenni, la population sauf à de rares exceptions n'y adhérera que faiblement. En effet, les Aït Yenni conserveront scrupuleusement leur langue, leurs noms originaux, leurs traditions et code d'honneur ancestraux, réglant leurs différends auprès des tajmaat de village et cadis locaux plutôt que devant les tribunaux français.
Lors de la Première Guerre mondiale, ainsi que lors de la Deuxième Guerre mondiale, plusieurs jeunes de la tribu des Aït Yenni seront enrôlés de force par l'Armée française et participeront en nombre à la bataille de Verdun, puis à la bataille de Monte Cassino. Au moins quatre villageois seront décorés de la Légion d'honneur à la suite de leur participation au conflit mondial.
En 1934, le territoire des Aït Yenni compte 8 090 habitants dont 2 565 à Aït Lahcène, 1 516 à Taourirt Mimoune, 1 274 à Aït Larbaa, et 834 à Takhavit,Taourirt el Hadjadj. Également, entre 200 et 300 commerçants ainsi que des dizaines d'instituteurs de la région sont installés à Alger et dans l'Oranie et rapatrient plus de 3 000 000 de francs par an vers leurs villages.

#### Naissance du mouvement national algérien etGuerre d'Algérie
Les évènements du 8 Mai 1945, sonneront chez les Aït Yenni comme partout ailleurs en Algérie le début du sursaut patriotique et nationaliste algérien.
« 
Il y avait encore la tirade d'un vieux villageois que ponctuait son audacieuse conclusion : "Battue sur tous les fronts, la France remporta victoire sur le village de Kherrata" 
 »
Durant l'année 1947, les Aït Yenni recevront la visite des grands leaders algériens Ferhat Abbas au début de l'année, puis Messali Hadj en mars, ce qui renforcera l'adhésion de militants auprès de l'UDMA et au MTLD.
Le retour des soldats enrôlés de force durant la Deuxième Guerre mondiale et plus tard durant la guerre d'Indochine dans les villages d'Aït Yenni contribuera également à l'éveil d'un sentiment de rébellion contre le colonisateur.
En 1955, Krim Belkacem rendra une visite secrète aux Aït Yenni pour y organiser la résistance. Une arrière base de l'ALN se constituera dans les villages de Tigzirt et de Tansaout. Les premiers enrôlement de citoyens des Aït Yenni auprès de l'ALN se feront dès le printemps 1955.
Les premiers passages de moudjahidines dans les villages d'Aït Yenni seront signalés dès 1955, ce qui amènera l'Armée française à placer pour la première fois une brigade de gendarmerie à Taourirt Mimoune et Aït Larbaa à l'automne 1955, puis une section militaire de chasseurs alpins à Aït Lahcene quelques semaines plus tard.
Au début de 1956, une large réunion des moudjahidines et militants des Aït Yenni sera présidée par Saïd Mohammedi à Tansaout afin de procéder au recrutement des cellules clandestines du FLN dans chaque village.
Lors du printemps 1956, un gendarme français est abattu par un maquisard de l' ALN devant l'entrée du collège des Pères-Blancs à Aït Larbaa. L'Armée française continuera à la suite de cela de renforcer ses positions au sein des villages en augmentant hommes et armements.
En juin 1956, l'Armée française organisera une cérémonie militaire importante à Taourirt Mimoune à des fins de propagande auprès de la population. Un général français prononcera un discours devant des citoyens et des écoliers à l'école Verdy. Ces derniers refuseront de reprendre le « Vive la France » lancé par le général à trois reprises. Cette opération sera considérée comme un cuisant échec pour l'Armée française. Dès août 1956, l'école Verdy sera transformée en caserne militaire par les Français et n'accueillera plus d'écoliers jusqu'à la fin de la révolution. Cette nouvelle caserne accueillera des chasseurs alpins ainsi que les officiers des SAS. Dès lors la répression contre la population deviendra de plus en plus forte. À partir du milieu de 1956, les villages Aït Yenni sont tenus d'observer un couvre feu total.
Au début de 1957, une action de sabotage est menée par l'ALN contre des installations électriques près d'Aït Yenni. Les officiers français obligeront les citoyens de Taourirt Mimoune à rembourser les dégâts causés, ou à défaut, ils emprisonneraient les hommes durant la nuit et dormiraient dans leurs maisons avec femmes et enfants. Le 11 juillet 1957 a lieu sur le territoire des Aït Yenni, la bataille d'Imzoughene. Durant l'année 1957 seront évacués les populations des villages de Tansaout, Agouni Ahmed et Imzoughene. Le 23 mai 1958, alors que la région subit un ratissage de la part des parachutistes français et que le village d'Aït Lahcene est bombardé au napalm, un chasseur T6 de l'Armée de l'air française est abattu par les moudjahidines.
En septembre 1958, a lieu la bataille de Taourirt el Hadjadj. Durant l'été 1959, pendant l'Opération Jumelles, la population est interdite de quitter les villages et est frappée par le rationnement alimentaire.
L'activité militaire persistera en 1960 et 1961, occasionnant une répression importante contre la population locale qui subira d'importantes rafles. Le 19 mars 1962, le cessez-le-feu signera la fin des hostilités chez les Aït Yenni comme partout ailleurs en Algérie. Les moudjahidines paraderont pour la première fois dans les rues des villages sous les acclamations de la population. Sur la place principale de Taourirt Mimoune sera dressé pour la première fois le drapeau algérien lors dune cérémonie où seront entonnés l'hymne national Kassaman, et les chants patriotiques Min Djibalina et Fidaou El Djazair.
Au total, les Aït Yenni Compteront 142 maquisards morts au combats (Chahids) durant la Guerre d'Algérie, sans compter ceux qui se sont sacrifiés loin de leurs terres.

## Administration
Pendant la colonisation française, les Aït Yenni sont rattachés au cercle militaire de Fort-Napoléon à partir de 1857 sous le régime militaire. Puis à partir de 1873, à la commune mixte de Fort-National sous le régime civil et rattaché au Département d'Alger. En 1956, elle devient une commune du Département de Tizi-Ouzou.
À l'indépendance, Beni Yenni devient une commune de la wilaya de Tizi Ouzou. Elle fut tout d'abord rattachée à la Daïra de Larbaâ Nath Irathen.
En 1991, elle fut érigée en chef-lieu de la daïra de Beni Yenni regroupant également les communes d'Iboudraren et Yatafen.

### Liste des maires de la commune d'Aït Yenni
- 1962 - 1963 : Mokrane Baiche (At Hamza).
- 1967 - 1971 : Amrane Degheb (At -Elfel).
- 1971 - 1975 : Mahrez Lachebi (At Chaaban).
- 1975 - 1976 : Yahia Aberkane (At Maamar).
- 1975 - 1979 : Amar Metref (At Ameur).
- 1979 - 1989 : Mohand ou Ramdane Djennane (At Larbi).
- 1989 - 1990 : Ameur Boughareb (At Ibrahim) et Mohammed Kemmar.
- 1990 - 1995 : Abdelkrim Koumad.
- 1995 - 1997 : Mohand ou Ramdane Ghanes (At Mimoune).
- 1997 - 2002 : Azouz Bellahmeur (At Azzouz).
- 2002 - 2007 : Nacer Rabah Tabeche  (At Si Mhemed).
  - Parti politique : FFS
- 2007 - 2012 : Mohamed Arab Boumaza (At Lemoufok).
  - Parti politique : RND
- 2012 - 2017 : Smail Deghoul.
  - Parti politique : FFS
- 2017 - 2022 : Smail Deghoul.
  - Parti politique : FFS
- 2022 - à ce jour : Abdellah Djennane
  - Parti politique : FFS

## Économie

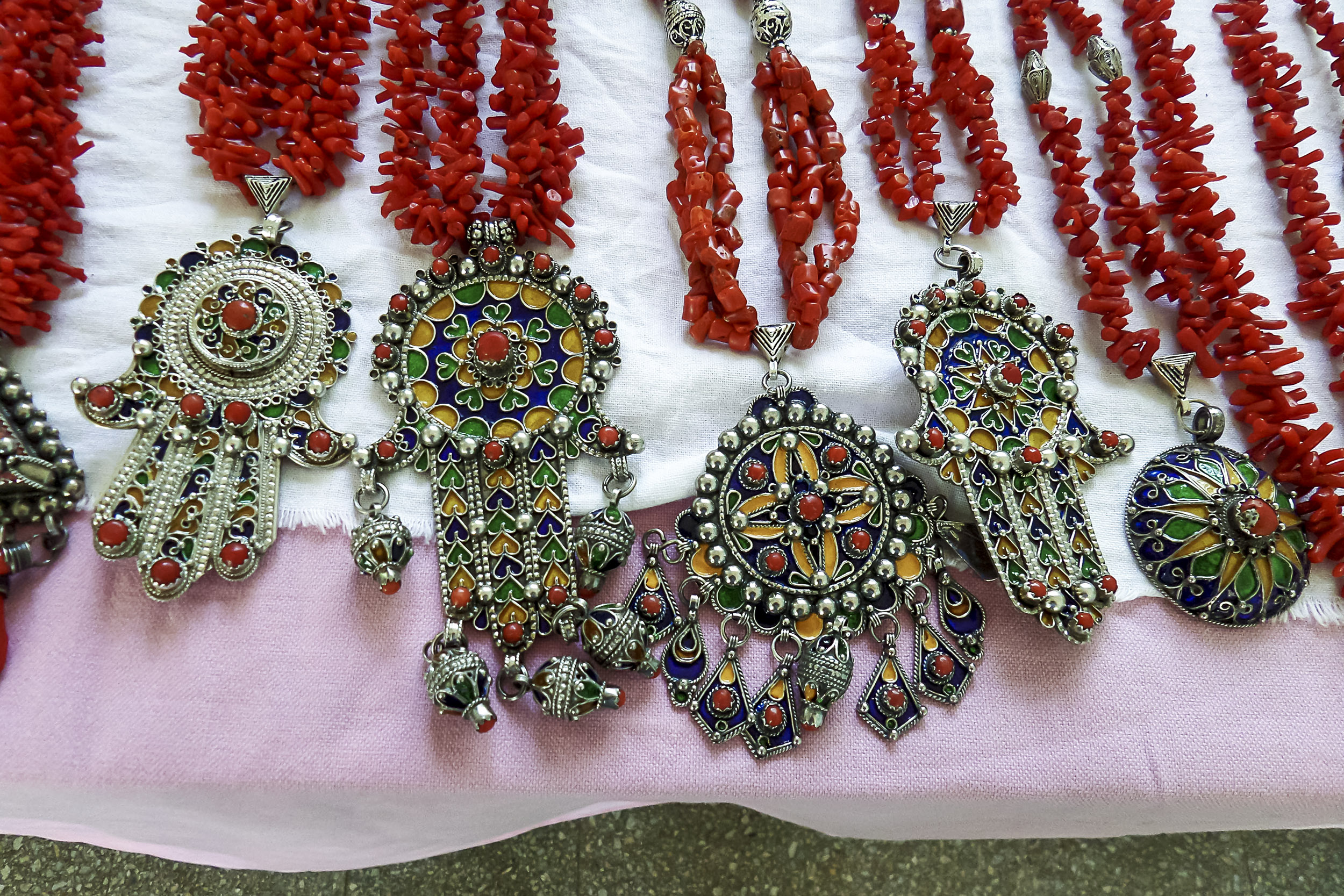
Bijoux d'Aït Yenni

L'artisanat, dans le domaine de la joaillerie (« bijoux kabyles »), est la principale et ancestrale activité économique et touristique des villages de At Yenni,,. L'agriculture joue un rôle important dans l'économie de la commune. L'élevage est l'activité agricole principale, le cheptel est composé de bovins, dont la plupart des têtes sont élevées pour la production laitière ou la viande. On y élève également des chèvres et des moutons. Beni Yenni est réputée pour ses fromages (Tomme noire de Kabylie, Bleu de Kabylie...).

## Vie associative et culturelle

### Événements culturels

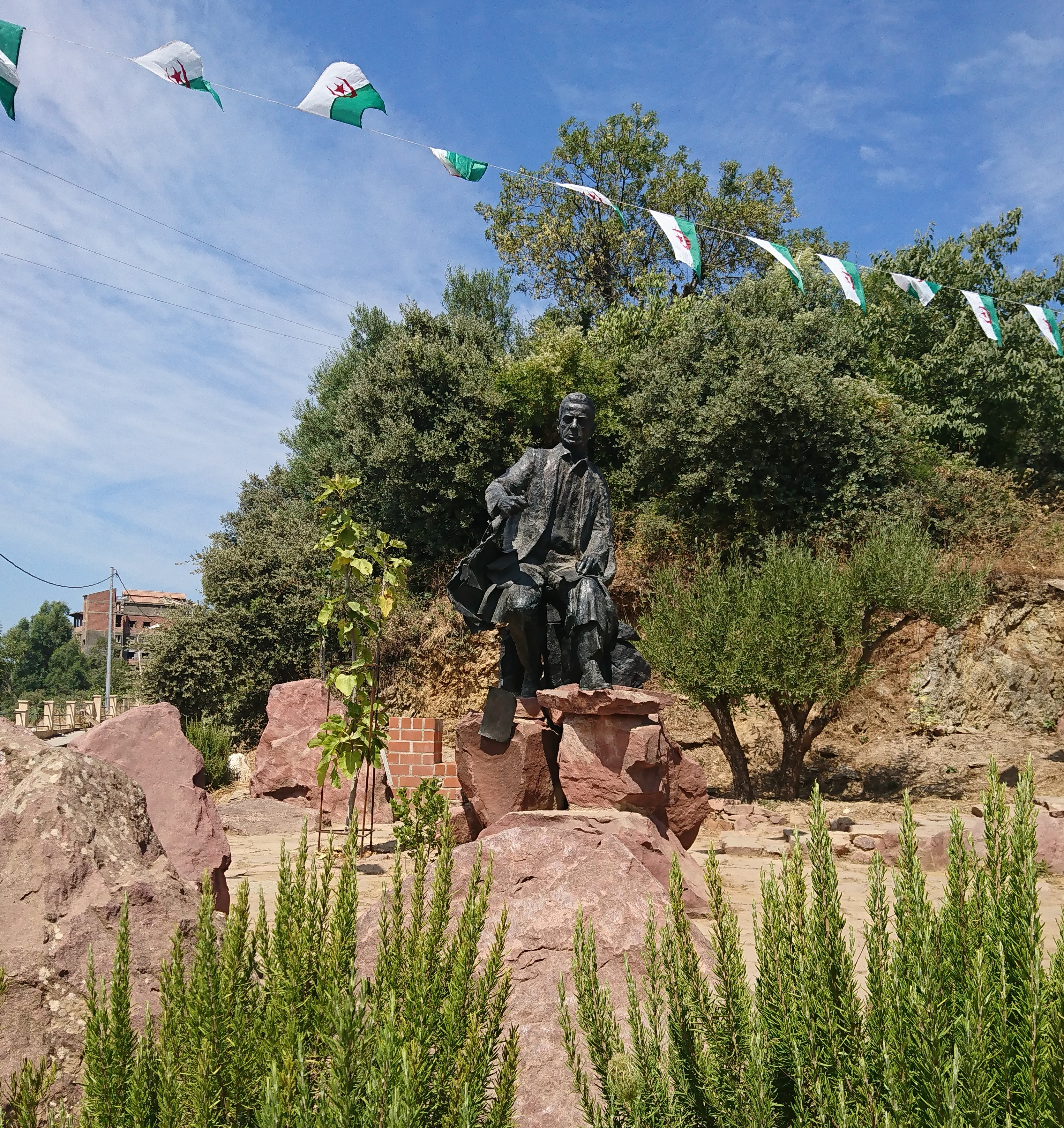
La statue de Mouloud Mammeri à Aït Yenni par Olivier Graïne

La commune organise chaque année, en été, des expositions et des festivités basées principalement sur le thème de l'artisanat, de la joaillerie, mais aussi de la vannerie et de la broderie. Depuis 2004, est organisée annuellement la Fête du Bijou d'Aït Yenni. En 2018, la 15eme édition de la fête du bijou s'est déroulée du 26 juillet au 3 août.
Apparu d'abord entre 1983 et 1985, et ensuite depuis 2007 est organisé annuellement le festival du théâtre amateur dans le village d'Agouni Ahmed par l'association Azar. En 2018, la 12eme édition du festival a eu lieu du 15 au 18 août. En 2004, 2006, 2008, 2013, Aït Yenni a organisé le festival Raconte-Arts. Depuis 2016, est organisé annuellement l'événement Amager n'Tafsut (At Yenni fête le printemps) par l'association Ecovolonterre. Le 24 juillet 2016, a été révélée au public une statue à l’effigie de Mouloud Mammeri dans le village de Taourirt Mimoun. La sculpture a été réalisée par Olivier Graïne.
En 2017, a été célébré le centenaire de la naissance de Mouloud Mammeri. La cérémonie de lancement a été présidée par le Ministre de la Culture Azzedine Mihoubi le 28 février au cours de laquelle il a annoncé la construction d'un musée consacré à l'écrivain.

### Associations
Parmi les associations sises à Aït Yenni, l'on dénombre :
- Association culturelle Azar dans le village de Agouni-Ahmed [32]
- Association culturelle Talwit dans le village d'Aït Lahcène [32]
- Association culturelle La Ruche dans le village d'Aït Larbaa[32]
- Association sociale et humanitaire Relais & Solidarité
- Association écologique Ecovolonterre
- Association des artisans bijoutiers d'Ath Yenni

## Personnalités liées à la commune

### Écrivains et hommes de lettre
- Rabah Zénati (1877-1952), écrivain, journaliste, homme politique, instituteur, directeur d’école, né dans le village de Taourirt El Hadjadj en 1877.
- Augustin-Belkacem Ibazizen (1897-1980), écrivain, avocat membre du conseil d'État, né en 1897 dans le village d'Aït Laarba.
- Mouloud Mammeri (1917-1989), écrivain, anthropologue et linguiste algérien, né dans le village de Taourirt Mimoun.
- Boukhalfa Bitam (1920-2013), instituteur et écrivain, directeur de l'ITE de Tizi Ouzou, né le 21 juin 1920 et décédé le 9 juillet 2013.
- Mohammed Arkoun (1928-2010), écrivain, historien de l'islam et philosophe, né dans le village de Taourirt-Mimoun en 1928.
- Mustapha Ourrad (1954-2015), né dans le village d'Aït Larbaa en 1954, est un lecteur correcteur franco algérien, assassiné lors de l'Attentat contre Charlie Hebdo du 7 janvier 2015.
- Cherif Ghemmour, écrivain spécialisé dans le football, journaliste sportif auprès du magazine français So Foot et de la chaine française RMC Sport, dont la famille est originaire d'Aït Lahcene.
- Arezki Metref né à Sour El-Ghozlane, près de Bouira, le 21 mai 1952, est un écrivain, poète et journaliste algérien, issu d’une famille originaire de Aït Yenni (Agouni Ahmed).
- Daniel Aabech Christensen, écrivain, (auteur-éditeur en 2024) de "Pensionnaire à l'internat des Pères Blancs de Beni Yenni". (Amazon) originaire d'Ighil Bouamas. Iboudraren.
- Djoher Amhis-Ouksel, née en 1928 à Beni Yenni, et morte le 5 juin 2025 à Alger, est une essayiste et femme de lettres algérienne d'expression française et tamazight.

### Artistes

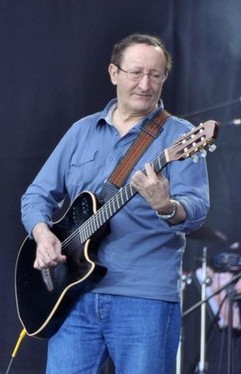
Idir, star internationale de la musique kabyle.

- Azouaou Mammeri (1890-1954), artiste peintre, né dans le village de Taourirt-Mimoun en 1890.
- Ali Silem (1948-), artiste peintre, né en 1948 originaire de Taourirt El Hadjadj.
- Idir (1949-2020), chanteur, auteur-compositeur interprète et musicien algérien kabyle, né dans le village d'Aït Lahcène en 1949.
- Brahim Izri (1954-2005), chanteur, auteur-compositeur interprète algérien, né dans le village d'Aït Lahcène en 1954.
- Tassadit Mandi (1950-), actrice et femme de théâtre, née à Taourirt Mimoune.
- Olivier Graïne (1967-), sculpteur originaire de Tawrirt Issulas, né en 1967.

### Hommes politiques et nationalistes

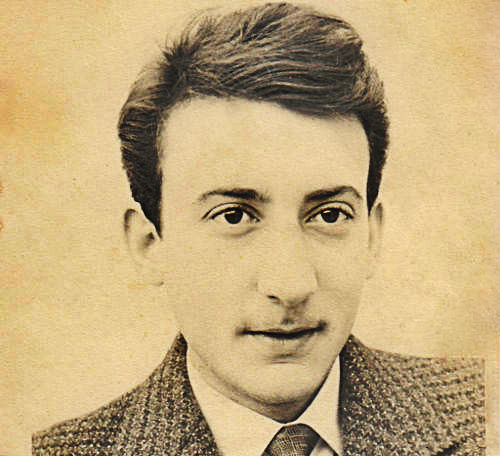
Kasdi Merbah, ancien dirigeant de la Sécurité militaire (services secrets algériens), ancien ministre et ancien chef de gouvernement.
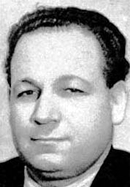
Ahmed Boumendjel, négociateur algérien lors des Accords d'Evian.
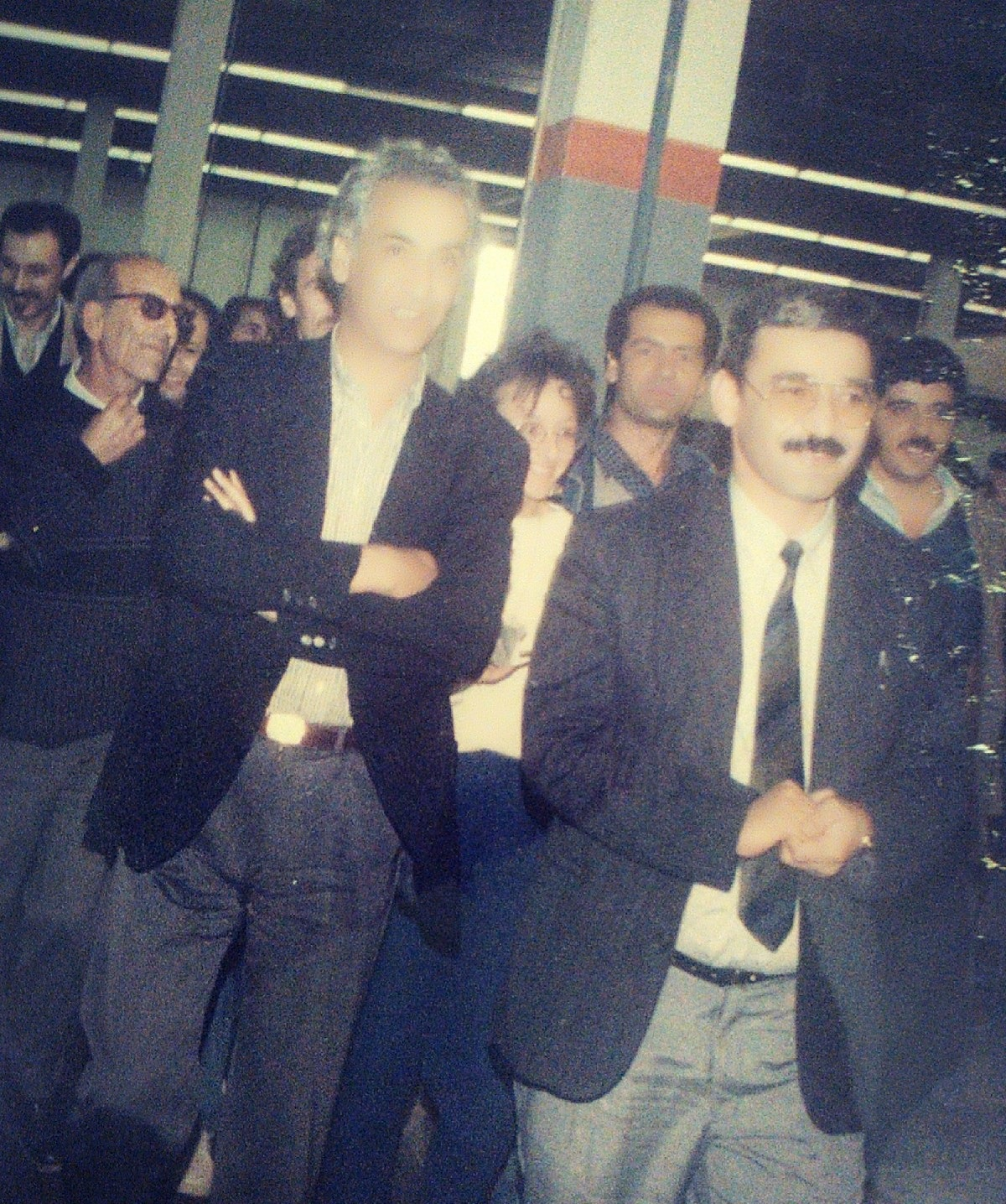
Mohand Arab Tlili, ancien directeur général de l'entreprise algérienne ENIEM.

- Ahmed Boumendjel (1908-1982), avocat et homme politique algérien, négociateur lors des Accords d'Évian, et ancien ministre de la planification, né à Beni Yenni en 1908.
- Ali Boumendjel (1919-1957), avocat et militant FLN, mort durant la Guerre d'Algérie, torturé par Paul Aussaresses, originaire de Beni Yenni.
- Mustapha Laliam (1928-2009), médecin, combattant et révolutionnaire algérien, originaire de Beni Yenni.
- Kasdi Merbah (1938-1993), de son vrai nom Abdelkader Khalef, fondateur et ancien chef de la Sécurité militaire, et premier ministre d'Algérie, originaire d'Aït Lahcène.
- Mohand Arab Tlili (1950-), acteur de la vie intellectuelle et politique, ancien directeur général de l'Entreprise nationale de l'industrie électronique et membre fondateur du Rassemblement pour la culture et la démocratie, né le 27 juillet 1950 dans le village de Taourirt el Hadjadj.

### Sportifs
- Abdelkader Khalef (1938-1981), ancien président de la JS Kabylie de 1974 à 1977.
- Mahieddine Khalef (1944-2024), ancien sélectionneur de l'équipe d'Algérie et entraîneur de la JS Kabylie, dont la famille est originaire de Beni Yenni.
- Hakim Medane (1966-), footballeur international algérien et manager de l'équipe d'Algérie, dont la famille est originaire de Beni Yenni.
- Brahim Zafour (1977-), footballeur international algérien et ancien joueur de la JS Kabylie et de la JSM Béjaia.
- Hocine Metref (1984-), footballeur, international algérien et ancien joueur de l'USM Alger, du MC Alger et de la JS Kabylie, dont la famille est originaire.
- Amar Lahcen Nazef, né le 2 septembre 1974 à Alger, est un ancien footballeur algérien. Il reste toujours au service du sport algérien , notamment , en tant que conseiller du sport .

## Autres personnalités liées à la Daïra de Beni Yenni
- Amirouche Aït Hamouda, colonel de l'ALN, chef de la wilaya III pendant la guerre d'Algérie, né en 1926 au village de Tassaft Ouguemoun.
- Lounis Aït Menguellet, chanteur, poète et musicien, né en 1950 au village d'Ighil Bouamas.
- Amar Ezzahi, chanteur, compositeur et interprète de musique chaâbi, né en 1941 au village d'Ighil Bouamas.
- Ahmed Ouyahia, homme politique, et premier ministre d'Algérie, né en 1952 dans le village de Bouadnane.
- Belaid Abdeslam, ancien ministre de l’Énergie et de l'Industrie sous Houari Boumédiène, et ancien premier ministre du Haut Comité d'État (HCE), originaire d'Ighil Bouamas. Iboudraren.
- Mustapha Bacha, membre fondateur du Mouvement culturel berbère, et fondateur du premier syndicat autonome, et membre fondateur du Rassemblement pour la culture et la Démocratie, né le 28 juillet 1956 dans le village de Tassaft Ouguemoun.
- Mohya, auteur, parolier, adaptateur et poète, né le 1er novembre 1954 à Azazga et mort le 7 décembre 2004 à Paris, originaire d'Iboudraren

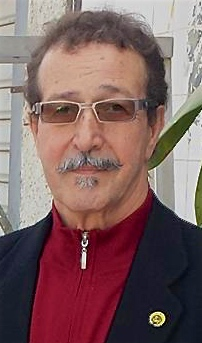
Lounis Aït Menguellet, chanteur populaire kabyle.
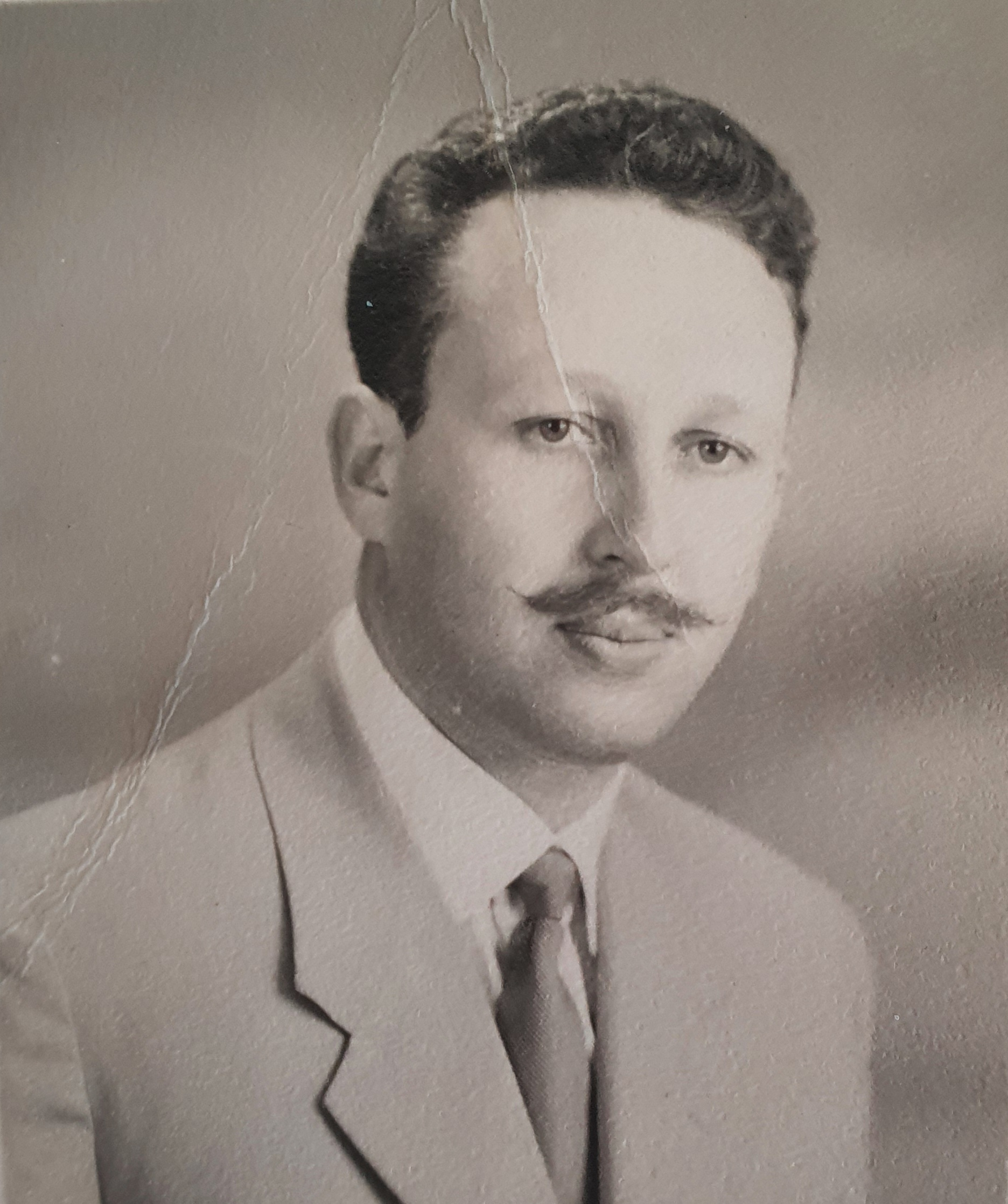
Belaïd Abdesselam, ancien ministre de l'Énergie et de l'Industrie et ancien premier ministre d'Algérie.
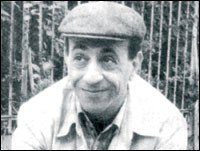
Abdellah Mohia, connu sous le nom de Mohya, est un auteur, parolier et poète algérien kabyle